# Miejski Zakład Komunikacyjny w Gorlicach
Miejski Zakład Komunikacyjny Spółka. z o.o. w Gorlicach – przedsiębiorstwo komunikacji miejskiej świadczące głównie usługi związane z przewozem osobowym pasażerów na terenie miasta Gorlice oraz sąsiednich gmin.

## Historia
Początki funkcjonowania komunikacji miejskiej w Gorlicach datowane są na 1960 rok, kiedy to w Miejskim Przedsiębiorstwie Gospodarki Komunalnej i Mieszkaniowej Gorlice utworzono Miejską Komunikację Samochodową (MKS), która dysponowała 6 autobusami marki San oraz obsługiwała 3 linie komunikacyjne.
W 1977 roku utworzono Wojewódzkie Przedsiębiorstwo Komunikacyjne w Nowym Sączu, w skład którego wchodziły oddziały w: Gorlicach (dawne MKS), Nowy Sącz, Limanowa i Nowy Targ. W 1989 roku uchwałą Rady Miasta Gorlice powołano do życia Miejski Zakład Komunikacyjny Gorlice, który z czasem stał się spółką z ograniczoną odpowiedzialnością ze 100% udziałem miasta.

## Tabor i zatrudnienie
Obecnie Miejski Zakład Komunikacyjny w Gorlicach zatrudnia 116 pracowników, w tym 53 kierowców. Stan inwentarzowy liczy 32 autobusy. Na trasy komunikacyjne w dni powszednie wyjeżdża 27 autobusów, wykonując dziennie 450 kursów przejeżdżając na terenie miasta i sześciu przyległych gmin powiatu gorlickiego ok. 4 500 km.